# Atman

Atman, sau spiritul fiecăruia, este văzut ca esența interioară divină în jurul căreia se dezvoltă corpurile subtile

Atman (IAST: ātman, în sanscrită आत्मन्) este un cuvânt sanscrit care înseamnă Sine și care se referă la spiritul nostru interior. În filozofia hindusă, în special în școlile Vedanta, Atman este principiul prim, adevăratul sine interior al oricărei ființe, superior oricărei energii sau fenomen, de aceeași natură cu Sinele suprem care este Dumnezeu, esența oricărei ființe individuale.

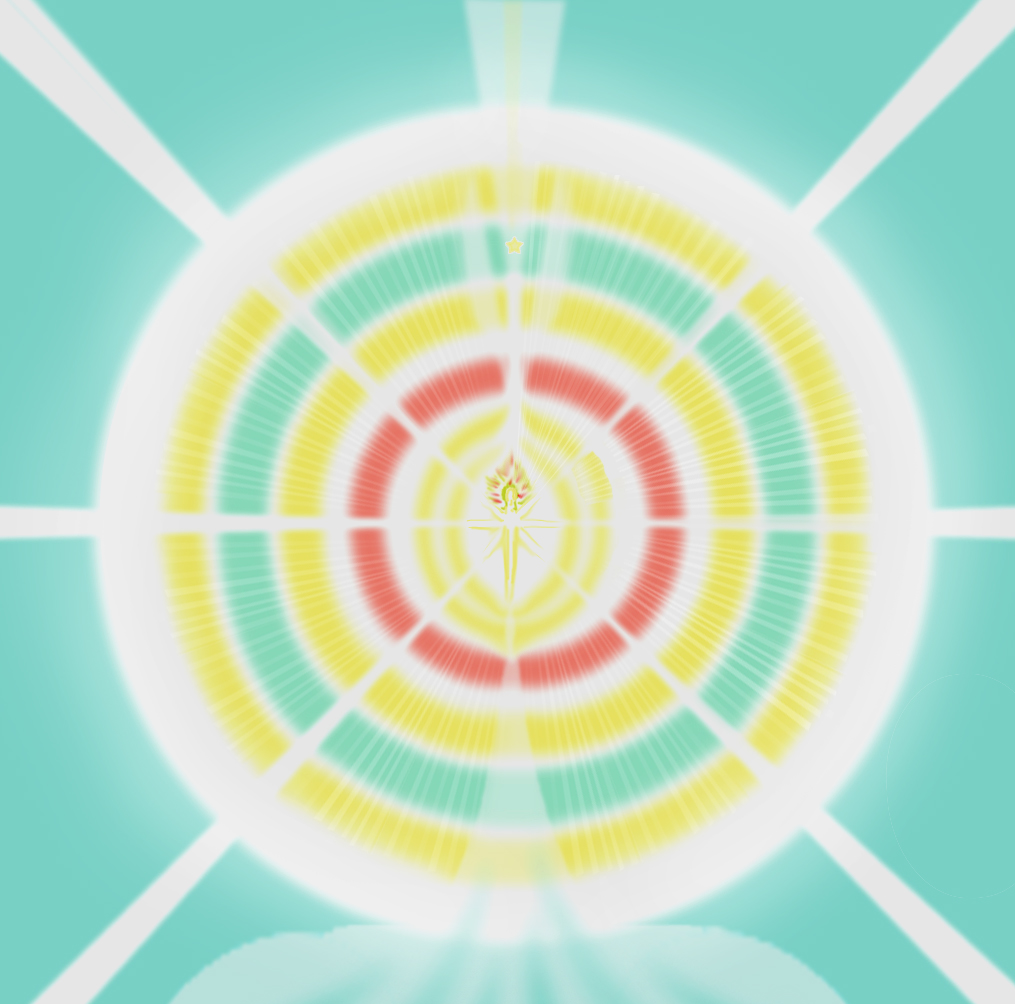
Reprezentare a corpurilor subtile ce înconjoară spiritul (atman)

O corespondență creștină  a înțelesului termenului, care surprinde cel mai bine ceea ce sanscritul atman vrea să exprime, sunt cuvintele din crezul creștin: "lumină din lumină, Dumnezeu adevărat din Dumnezeu adevărat."  În fapt acest atman individual este suportul și modalitatea prin care ființa umană se poate uni cu Dumnezeu, astfel salvarea/mântuirea(sau eliberarea hindusă), nu este posibilă decât prin această cunoaștere interioară a Sinelui (atma jnana), care ne face să realizăm că sinele nostru individual este o scânteie din Sinele suprem și una cu acest Sine suprem care este Dumnezeu sau Brahman(numit și paramatman):
Daca atman este Brahman într-un vas(trupul), atunci individul trebuie să depășească limitele acestui vas pentru a realiza unitatea primordială a sufletului individual cu plenitudinea Fiintei care este Absolutul.

## Etimologie
Rădăcina ēt-men (respirație) este înrudită cu "æþm" din engleza veche, grecul "asthma", cu germanul "Atem": "atmen" (a respira). Cuvântul spaniol "alma" (suflet) nu se înrudește cu "ātman". Este derivat din latinul "anima" (respirație,suflet) ce se înrudește cu sanscritul  "ánilaḥ" (vânt). Deși  "ánilaḥ" și "ātman" au înțelesuri asemănătoare, nu sunt înrudite etimologic.

## Dezvoltarea conceptului

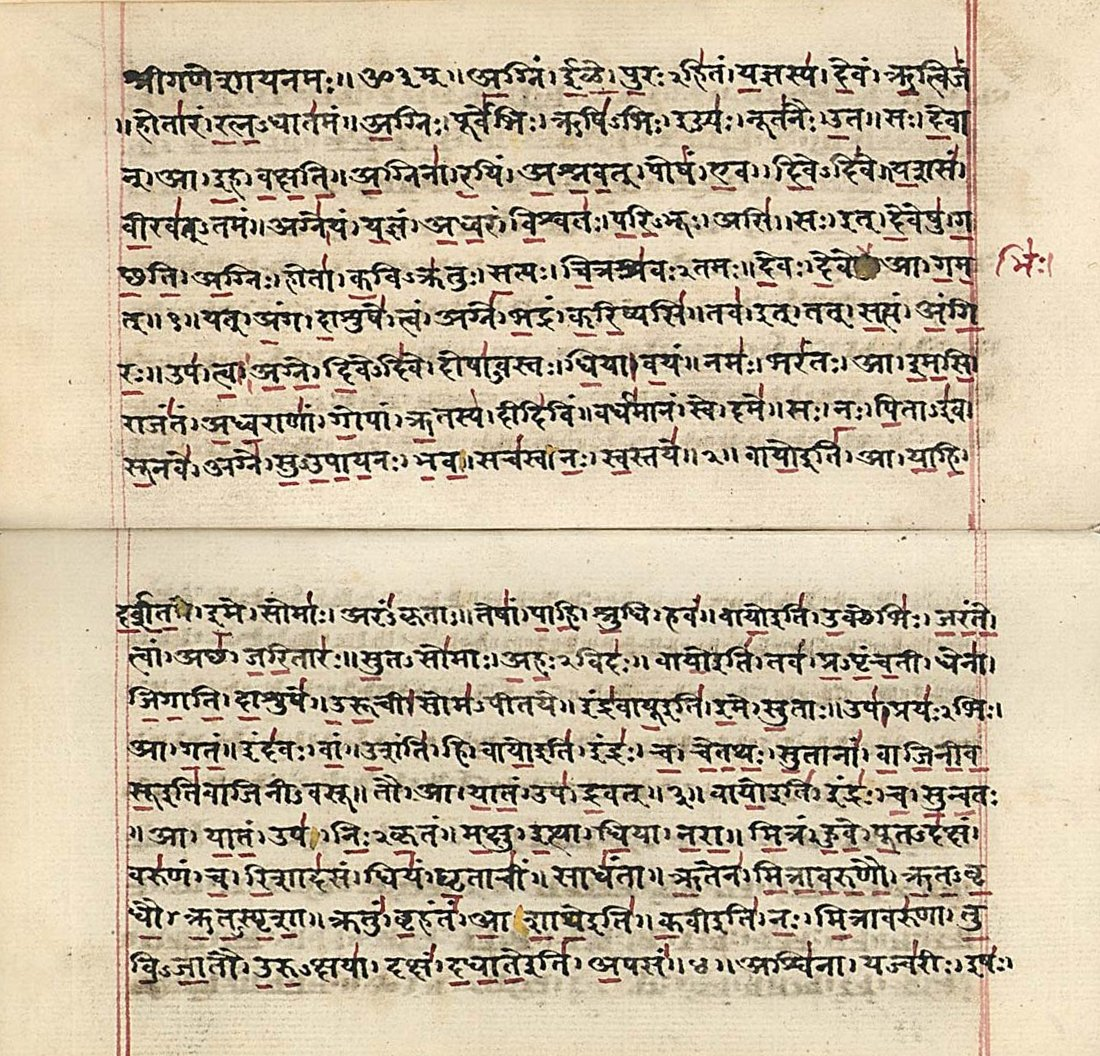
Rigveda, manuscris în Devanagari, începutul sec.19

Ceea mai veche menționare a cuvântului atman într-un text poate fi găsită chiar în Vede, mai exact în Rig veda (RV X. 97. 11), ceea ce arată că acest concept a existat încă de la început, fiind un concept fundamental în hinduism. Yāska, un gramatician antic, comentând versurile Rig vedei, consideră următoarele înțelesuri ale lui Atman: principiu care pătrunde totul, organismul în care toate celelalte elemente sunt unite, principiul conștiinței ultime sau conștiința supremă. Yajnavalkya un înțelept antic(sec 9 îen) în Brihadaranyaka Upanishad, folosește cuvântul atman pentru a indica elementul în care și prin care toate celelalte există, care este cel mai prețios dintre toate, care pătrunde totul, care este esența totului, beatitudine, fiind dincolo de orice descriere. În timp ce în Upanishadele mai vechi  cum ar  Brihadaranyaka, Sinele este înțeles ca esența la care se ajunge prin negarea a ceea ce exista, Neti Neti - nici asta, nici asta(în sensul ca Sinele nu este nici trupul fizic, nici cel energetic, nici cel astral nici cel mental etc – Sinele este martorul care se află dincolo de toate acestea și care nu poate fi identificat cu nimic din cele manifestate). Upanishadele ce apar în urma Budhismului, cum ar fi Maitri Upahishad definesc Atman ca reprezentând doar sinele individual mai degrabă decât sinele universal(dar acest Sine universal nu este considerat altceva decat Brahman sau Dumnezeu, Dumnezeu care este cunoscut ca Ființă(adică manifestat sau Brahman) și ca Neființă(adică nemanifestat sau Para Brahman (cel de dincolo de Brahman)).

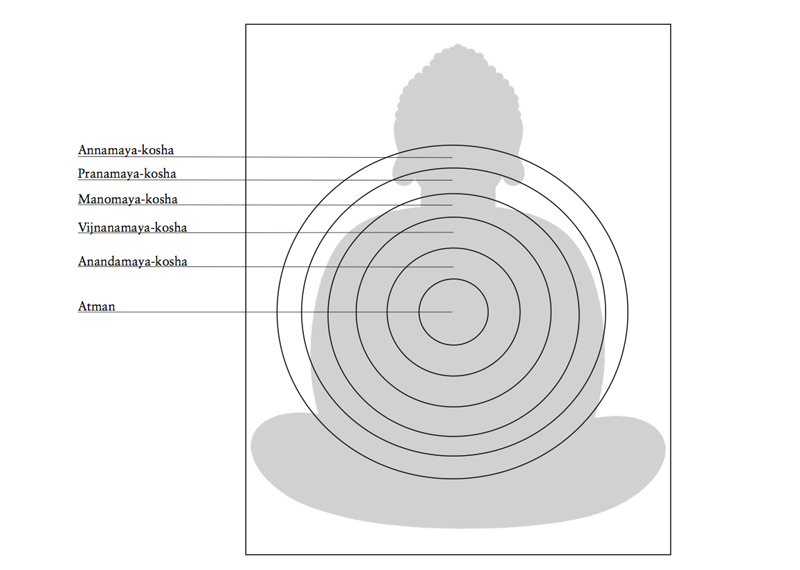
Kosha - corpurile sau învelișurile spiritului

Taittiriya Upanishad definește atman sau Sinele ca stând în interiorul a 5 învelișuri(kosha): cel fizic sau material (annamaya kosha), cel energetic sau eteric(pranamaya kosha), cel astral sau corpul mental inferior(manomaya kosha),corpul cunoașterii sau înțelepciunii corpul mental superior (vijnanamaya kosha) și cel al beatitudinii sau cauzal (anandamaya kosha). Textele Advaita Vedanta târzii cum ar fi Panchadasi, clasifică manifestările lui atman în trei categorii: Gauna sau secundare( orice altceva în afara personalității cu care individul se indentifică, fiind vorba de corpurile fizic și eteric), Mithya sau iluzorii(personalitatea cu care individul se identifică, fiind vorba de corpul astral și de cel mental) și Mukhia sau esențiale(adevăratul Sine, fiind vorba de corpul cauzal și cel atmic, atman fiind vazut și el ca un corp manifestat).(vezi și Maya)

## Altele
Aderenții la Jainism și Brahma Kumaris folosesc de asemenea cuvântul atman pentru a se referi la sine. Adesea atman se substituie și este confundat cu jiva , diferența dintre cele două fiind subtilă. În timp ce atman se refera la sine, jiva se referă la întreaga ființă, cu toate corpurile subtile ce înconjoară sinele (atman) și formează sufletul. Diferența dintre înțelesul celor două cuvinte poate totuși sa varieze de la o școală filozofică la alta.

## Vezi și
- Suflet
- Spirit
- Nondualism
- Atman (Buddhism)
- Bhagavan
- Karma
- Jnana
- Tree of Jiva and Atman